# Владимир Кесарев
Владимир Петрович Кесарев (26. фебруар 1930 — 19. јануар 2015) био је совјетски руски фудбалер.
Играо је 14 пута за фудбалску репрезентацију СССР-а, а учествовао је на ФИФА-ином светском купу 1958. године. Изабран је у тим за први икада Куп европских нација 1960. године, где су Совјети били прваци, али није играо ниједну утакмицу на турниру.